# كونر فيرنون
كونر فيرنون (بالإنجليزية: Conner Vernon)‏ هو لاعب كرة قدم أمريكية أمريكي، ولد في 18 أغسطس 1990 في ميامي في الولايات المتحدة.

## وصلات خارجية
- كونر فيرنون على موقع مرجع كرة القدم المحترفة.كوم (الإنجليزية)